# Coll de la Maçana (Guixers)
El Coll de la Maçana és una collada de la Vall de Lord (Solsonès) al municipi de Guixers, a 1.207,8 msnm. És al llom del contrafort que, cap al nord, enllaça el cingle d'el Cogul (Navès) a la Serra de Busa, amb la Serra dels Bastets, separant el Clot de la Maçana a llevant del Clot dels Llengots a ponent.

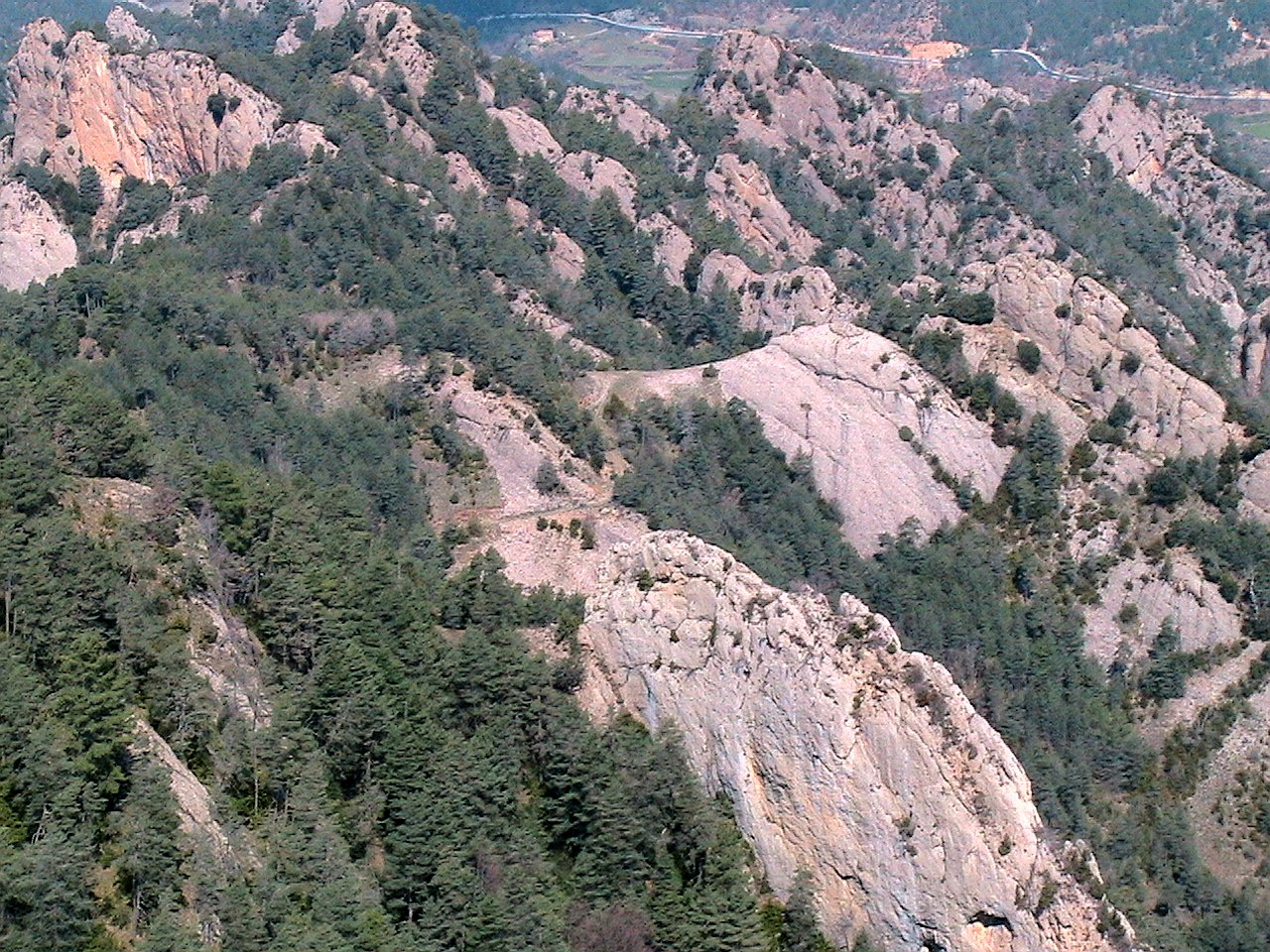
El coll, al centre de la imatge, des dels cingles de Busa